# Ал Араф (По)
Ал Араф (на английски: Al Aaraaf) е ранна поема от американския писател и поет Едгар Алън По, публикувана за пръв път през 1829, когато той е на 20-годишна възраст. Поемата е базирана на истории от Корана и разказва за живота след смъртта на място, наречено Ал Араф. Това е най-голямата поема на Едгар Алън По.
„Ал Араф“ която По твърди, че е написал преди 15-тата си годишнина, е публикувана като основна поема в „Ал Араф, Тамерлан и други стихове“. Цялата книга, както и тази поема, получават най-вече негативна критика, заради своята сложност, мрачна обстановка и странна структура. Някои обаче отбелязват потенциала в младия поет. Сред тях е и Джон Нийл, на когото По показва творбата преди публикация. Едгар впоследствие казва, че отношението на Нийл към поемата представлява първите окуражителни думи, които е получил. Въпреки всичко негативната критика към „Ал Араф“ вероятно е причината По да пише след това в своите поетически теории, че поемите трябва да са къси.
През 1845 По използва тази си творба, за да измами членове на литературен клуб в Бостън. Той им съобщава, че поемата е нова, а слушателите му остават учудени от нея. По-късно Едгар твърди, че бостънската публика не заслужава нова поема. Той силно ненавижда поетите от Нова Англия и техния трансцендентализъм. Тази измама е начин да покаже на хората от Бостън, че не познават добре литературата.